# Quinta Mirabela
Imagem de satélite da histórica Quinta Mirabela, no ortofotomapa de 1997 da Câmara Municipal do Funchal
A Quinta Mirabela foi uma quinta tradicional madeirense, situada no Caminho do Monte, na freguesia do Monte, no Funchal, ilha da Madeira, em Portugal. Em 2001, foi classificada como Imóvel de Interesse Público, sendo então considerada referência obrigatória na história do turismo da região, assim pelo elevado valor do seu parque botânico, sendo a classificação feita a pedido da empresa Irmãos Chaves, proprietária do imóvel. Em 2002 foi destruída, assim como grande parte dos jardins, dando lugar a uma moderna unidade hoteleira, que atualmente ocupa o lugar.

## Quinta
Segundo a portaria de classificação, datada de 6 de dezembro de 2001, e assinada pelo então secretário regional do turismo e cultura João Carlos Nunes Abreu, a Quinta Mirabela, construída no início do século XX, constituía-se como uma referência obrigatória para a história do turismo da Madeira na primeira metade daquele século, sendo frequentada por ilustres figuras da Europa. A quinta possuía jardins que no seu conjunto formavam "um parque botânico de enorme riqueza e raridade, com grandes potencialidades em termos ambientais, que interessa preservar". Segundo a mesma portaria, o pedido foi feito pela entidade proprietária da quinta, que manifestara interesse na sua classificação, sendo então classificada como Imóvel de Interesse Público.
Embora esta quinta seja por vezes referida como imóvel recuperado, imagens de satélite disponíveis no programa Google Earth, datadas de 15 de fevereiro de 2003, mostram um espaço vazio no local onde em dezembro de 2001 se encontrava a quinta. O mesmo espaço surge depois no "Ortofotomapa 2004" da Câmara Municipal do Funchal ocupado por um estaleiro de construção civil.

Imagem de satélite do espaço anteriormente ocupado pela Quinta Mirabela, em fevereiro de 2003.
Imagem de satélite do mesmo espaço, em data anterior a dezembro de 2003.

## Hotel

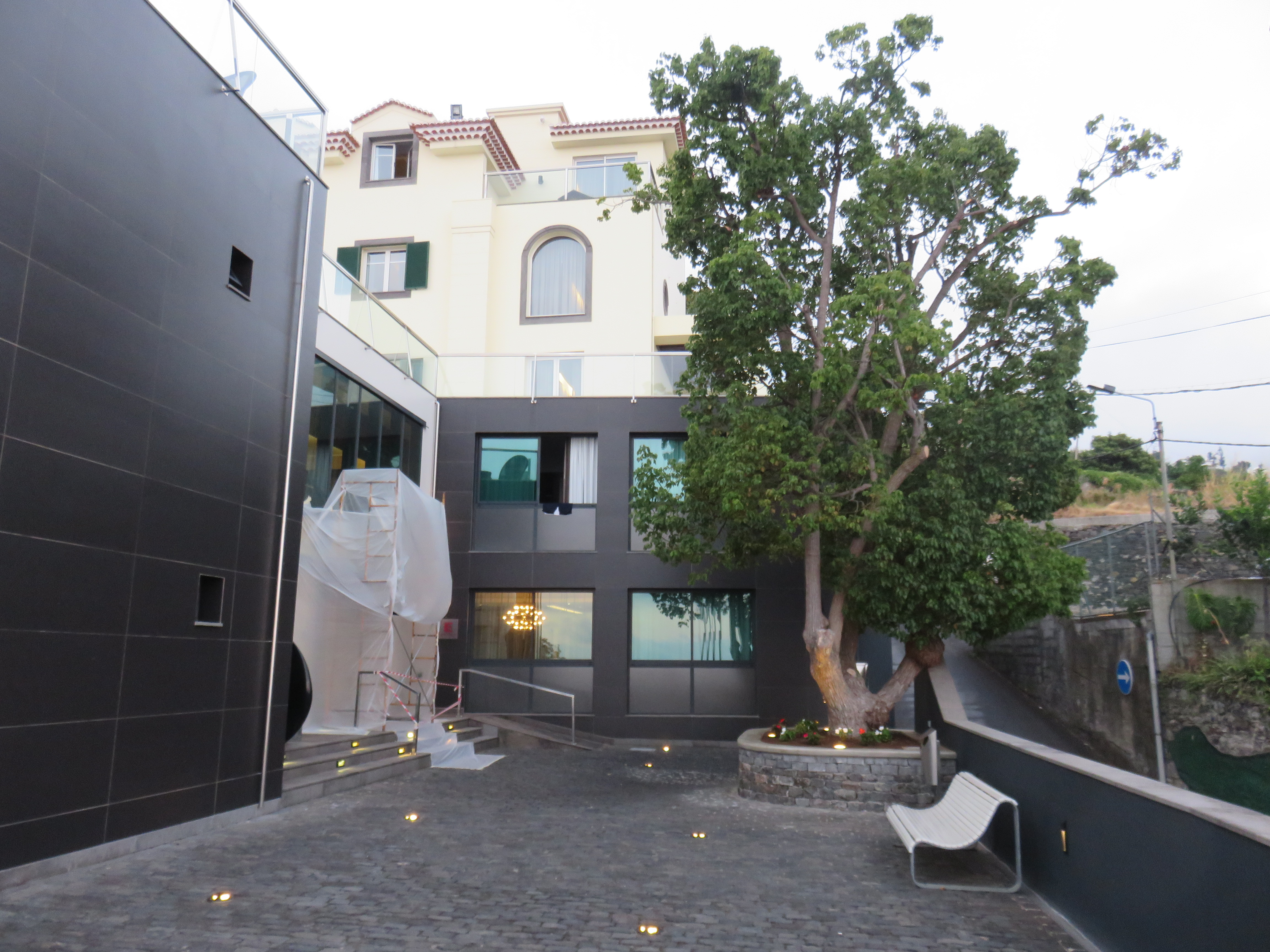
Hotel Quinta Mirabela em agosto de 2019, vendo-se uma das árvores dos antigos jardins da quinta.

O Hotel Quinta Mirabela foi inaugurado a 19 de dezembro de 2003, então com o nome de Estalagem Quinta Mirabela, constituindo-se então como o primeiro investimento da sociedade Irmãos Chaves.
Em agosto de 2008, segundo dados da empresa proprietária, a unidade hoteleira possuía 24 quartos, registando uma ocupação de 60%, fazendo parte da rede Quintas da Madeira. Na mesma data, a empresa proprietária anunciou que se estava a constituir como grupo hoteleiro, com o objetivo de adquirir edifícios históricos ou classificados como Património Regional da Madeira e transforma-los em unidades hoteleiras, anunciando também que o hotel abandonaria a rede Quintas da Madeira no final de 2008.
Em dezembro de 2012, Cristiano Ronaldo, em companhia da então namorada, a modelo russa Irina Shayk, do filho Cristiano, e da sua família, reservou a Quinta Mirabela para a passagem do reveillon.
Em junho de 2013, quando recebeu da Câmara Municipal do Funchal o Certificado de Qualidade Ambiental, na categoria ouro, o hotel pertencia ao Grupo Irmãos Chaves. Em julho do mesmo ano recebeu o certificado HolidayCheck Quality Selection 2013, atribuído pelos utilizadores do site de viagens alemão HolidayCheck.
Na Carta do Património da Câmara Municipal do Funchal, datada de outubro de 2008, e atualizada em janeiro de 2013, o edifício do Hotel Quinta Mirabela surge com a mesma classificação de Imóvel de Interesse Público que possuía o antigo edifício da quinta.